# Gibraltar Premier Division (2014/2015)
Gibraltar Premier Division 2014/2015 była 116. edycją najwyższej klasy rozgrywkowej piłki nożnej na Gibraltarze. Brało w niej udział 8 drużyn, które w okresie od 19 września 2014 do 26 maja 2015 rozegrały 21 kolejek meczów. Tytuł mistrzowski obroniła drużyna Lincoln Red Imps zdobywając trzynasty tytuł z rzędu, a dwudziesty pierwszy w swojej historii.
W tym sezonie żaden klub nie spadł z ligi, ponieważ powiększono ją na przyszły sezon do 10 drużyn. Wszystkie mecze rozgrywane były na Victoria Stadium.

## Drużyny
| Uczestnicy poprzedniej edycji                                                                                 | Uczestnicy poprzedniej edycji | Uczestnicy poprzedniej edycji | Uczestnicy poprzedniej edycji |
| --- | ----------------------------- | ----------------------------- | ----------------------------- |
| LIN | Lincoln Red Imps              | 1                             |                               |
| MAN | Manchester 62                 | 2                             |                               |
| LYN | Lynx                          | 3                             |                               |
| COL | College Europa                | 4                             |                               |
| GLA | Glacis United                 | 5                             |                               |
| LIO | Lions Gibraltar               | 6                             |                               |
| po barażach                                                                                                   |                               |                               |                               |
| STJ | St Joseph’s                   | 7                             |                               |
| Awans z Gibraltar Second Division                                                                             |                               |                               |                               |
| BRI | Britannia XI                  | 1                             |                               |
| Oznaczenia: - kolumna pierwsza – skróty nazw drużyn, - kolumna trzecia – miejsce zajęte w poprzednim sezonie. |                               |                               |                               |

## Tabela
| Lp. | Drużyna                 | M  | Z  | R | P  | B+ | B- | +/– | Pkt | Kwalifikacja lub spadek                     |
| --- | ----------------------- | -- | -- | - | -- | -- | -- | --- | --- | ------------------------------------------- |
| 1   | Lincoln Red Imps (M, P) | 21 | 19 | 1 | 1  | 80 | 12 | +68 | 58  | Liga Mistrzów UEFA • I runda kwalifikacyjna |
| 2   | College Europa          | 21 | 12 | 6 | 3  | 42 | 14 | +28 | 42  | Liga Europy UEFA • I runda kwalifikacyjna   |
| 3   | Lynx                    | 21 | 10 | 8 | 3  | 36 | 18 | +18 | 38  |                                             |
| 4   | St Joseph’s             | 21 | 12 | 2 | 7  | 36 | 18 | +18 | 38  |                                             |
| 5   | Manchester 62           | 21 | 7  | 6 | 8  | 22 | 25 | −3  | 27  |                                             |
| 6   | Glacis United           | 21 | 4  | 3 | 14 | 14 | 50 | −36 | 15  |                                             |
| 7   | Britannia XI            | 21 | 2  | 3 | 16 | 13 | 67 | −54 | 9   |                                             |
| 8   | Lions Gibraltar         | 21 | 1  | 5 | 15 | 9  | 48 | −39 | 8   |                                             |

## Drużyny
| Gospodarz \ Gość | BRI | EFC | GLA | LIN | LGI | LYN | MAN | SJO | BRI | EFC | GLA | LIN | LGI | LYN | MAN | SJO |
| ---------------- | --- | --- | --- | --- | --- | --- | --- | --- | --- | --- | --- | --- | --- | --- | --- | --- |
| Britannia XI     |     | 0–9 | 1–2 | 0–2 | 1–3 | 0–3 | 0–1 | 1–2 |     | 0–5 |     | 0–7 |     | 0–8 |     | 1–2 |
| College Europa   | 0–0 |     | 6–0 | 2–2 | 3–0 | 1–0 | 0–0 | 2–0 |     |     | 2–1 |     | 3–0 | 0–0 | 3–0 |     |
| Glacis United    | 1–1 | 0–1 |     | 0–1 | 0–0 | 1–3 | 0–1 | 1–5 | 0–1 |     |     | 0–4 |     |     |     | 0–2 |
| Lincoln Red Imps | 7–0 | 3–0 | 6–1 |     | 4–0 | 0–1 | 2–1 | 2–0 |     | 5–0 |     |     |     | 4–1 | 4–1 | 2–1 |
| Lions Gibraltar  | 1–1 | 0–2 | 1–2 | 0–3 |     | 1–1 | 0–1 | 0–2 | 1–2 |     | 0–2 | 0–9 |     |     |     |     |
| Lynx             | 2–1 | 1–1 | 4–0 | 1–6 | 0–0 |     | 1–1 | 0–0 |     |     | 5–0 |     | 1–1 |     |     | 1–0 |
| Manchester 62    | 5–2 | 1–1 | 1–2 | 1–3 | 4–0 | 0–1 |     | 0–0 | 2–1 |     | 1–1 |     | 1–0 | 0–0 |     |     |
| St Joseph’s      | 4–0 | 0–1 | 4–0 | 2–4 | 4–0 | 1–2 | 2–0 |     |     | 1–0 |     |     | 2–1 |     | 2–0 |     |

## Najlepsi strzelcy
| Bramki | Strzelcy          | Drużyna          |
| ------ | ----------------- | ---------------- |
| 20     | Lee Casciaro      | Lincoln Red Imps |
| 14     | Cristian Toncheff | College Europa   |
| 13     | Joseph Chipolina  | Lincoln Red Imps |
| 13     | Liam Walker       | Lincoln Red Imps |
| 11     | José Luis Romero  | St Joseph’s      |
| 10     | John-Paul Duarte  | Lincoln Red Imps |
| 10     | Raducio King      | Lynx             |
| 7      | Juanse Pegalajar  | College Europa   |

Źródło: